# Danijel Subašić
Danijel Subašić (n. 27 octombrie 1984, Zadar, Republica Socialistă Croația, RSF Iugoslavia) este un fotbalist croat care joacă pentru AS Monaco în Ligue 1 pe post de portar.

## Statistici

### Club
La data de 19 mai 2018 .
| Club          | Sezon         | Campionat | Campionat | Cupa Ligii | Cupa Ligii | Cupă    | Cupă   | Europa1 | Europa1 | Altele2 | Altele2 | Total   | Total  |
| Club          | Sezon         | Meciuri   | Goluri    | Meciuri    | Goluri     | Meciuri | Goluri | Meciuri | Goluri  | Meciuri | Goluri  | Meciuri | Goluri |
| ------------- | ------------- | --------- | --------- | ---------- | ---------- | ------- | ------ | ------- | ------- | ------- | ------- | ------- | ------ |
| NK Zadar      | 2003–04       | 1         | 0         | 0          | 0          | –       | –      | –       | –       | –       | –       | 1       | 0      |
| NK Zadar      | 2004–05       | 12        | 0         | 0          | 0          | –       | –      | –       | –       | –       | –       | 12      | 0      |
| NK Zadar      | 2005–06       | 27        | 0         | 1          | 0          | –       | –      | –       | –       | –       | –       | 28      | 0      |
| NK Zadar      | 2006–07       | 13        | 0         | 0          | 0          | –       | –      | –       | –       | –       | –       | 13      | 0      |
| NK Zadar      | 2007–08       | 28        | 0         | 0          | 0          | –       | –      | –       | –       | –       | –       | 28      | 0      |
| NK Zadar      | Total         | 81        | 0         | 1          | 0          | 0       | 0      | 0       | 0       | 0       | 0       | 82      | 0      |
| Hajduk Split  |               |           |           |            |            |         |        |         |         |         |         |         |        |
| 2008–09       | 31            | 0         | 8         | 0          | –          | –       | 3      | 0       | –       | –       | 42      | 0       |        |
| 2009–10       | 28            | 0         | 6         | 0          | –          | –       | 2      | 0       | –       | –       | 36      | 0       |        |
| 2010–11       | 20            | 0         | 0         | 0          | –          | –       | 7      | 0       | 1       | 0       | 28      | 0       |        |
| 2011–12       | 16            | 0         | 2         | 0          | –          | –       | 2      | 0       | –       | –       | 20      | 0       |        |
| Total         | 95            | 0         | 16        | 0          | 0          | 0       | 14     | 0       | 1       | 0       | 126     | 0       |        |
| Monaco        | 2011–12       | 17        | 1         | –          | –          | –       | –      | –       | –       | –       | –       | 17      | 1      |
| Monaco        | 2012–13       | 35        | 0         | 0          | 0          | 0       | 0      | –       | –       | –       | –       | 35      | 0      |
| Monaco        | 2013–14       | 35        | 0         | 0          | 0          | 0       | 0      | –       | –       | –       | –       | 35      | 0      |
| Monaco        | 2014–15       | 37        | 0         | 0          | 0          | 0       | 0      | 10      | 0       | –       | –       | 47      | 0      |
| Monaco        | 2015–16       | 36        | 0         | 0          | 0          | 0       | 0      | 12      | 0       | –       | –       | 48      | 0      |
| Monaco        | 2016–17       | 34        | 0         | 0          | 0          | 4       | 0      | 14      | 0       | –       | –       | 52      | 0      |
| Monaco        | 2017–18       | 34        | 0         | 0          | 0          | 2       | 0      | 3       | 0       | 1       | 0       | 40      | 0      |
| Total         | Total         | 228       | 1         | 0          | 0          | 6       | 0      | 39      | 0       | 1       | 0       | 274     | 1      |
| Total carieră | Total carieră | 404       | 1         | 17         | 0          | 6       | 0      | 53      | 0       | 2       | 0       | 482     | 1      |

1European competitions include the UEFA Champions League and UEFA Europa League.
2Includes other competitive competitions, including the Croatian Supercup

### Cu naționala
La data de 21 iunie 2016 .
| 2009  | 1  | 0 |
| 2010  | 2  | 0 |
| 2011  | 0  | 0 |
| 2012  | 1  | 0 |
| 2013  | 1  | 0 |
| 2014  | 6  | 0 |
| 2015  | 7  | 0 |
| 2016  | 10 | 0 |
| 2017  | 7  | 0 |
| 2018  | 5  | 0 |
| Total | 40 | 0 |